# Tim Derksen
Timothy Bo Derksen (Tucson, Arizona, 27 de julio de 1993) es un jugador de baloncesto estadounidense. Con una altura de 1 metro y 90 centímetros, juega en la posición de escolta.

## Trayectoria deportiva
Jugó cuatro temporadas con en la División I de la NCAA con los Dons de la Universidad de San Francisco, en las que promedió 11,4 puntos, 4,6 rebotes y 1,6 asistencias por partido. En su último año de la liga universitaria norteamericana Derksen firmó 17 puntos, 7 rebotes y dos asistencias por partido, que le valieron para ser incluido en el segundo mejor quinteto de la West Coast Conference.
En 2016 firma su primer contrato profesional con el Marín Ence Peixegalego, equipo español de LEB Oro. Completó la temporada 2016/17 con promedios de 18.1 puntos (tercer máximo anotador de la competición) y 4.7 rebotes.
En la temporada 2017/18 ficha por el Actel Força Lleida, también de LEB Oro. Una lesión sufrida en el entrenamiento previo al primer partido de la temporada le impidió debutar hasta diciembre. Terminó disputando 22 partidos con medias de 9.8 puntos y 4 rebotes.
Inició la temporada 2018/19 en el BC Prievidza de la liga eslovaca, superando los 18 puntos y 6 rebotes por partido, para terminar en el Fribourg Olympic de la liga suiza acreditando 15.9 puntos y 5.6 rebotes. Continuó en este último club en 2019/20, llegando a disputar la Europe Cup y registrando promedios de 14.8 puntos y 5.2 rebotes.
En 2020/21 permanece en Suiza firmando con el Lions de Genève, donde mejora sus prestaciones hasta los 16.4 puntos, 5.2 rebotes y 3.5 asistencias por encuentro.
En la temporada 2021/22 recala en el Antibes Sharks de la Liga Pro B francesa. Culmina con medias de 16 puntos y 5 rebotes y es renovado en 2022/23, campaña en la que firma 11.2 puntos, 4 rebotes y 2.8 asistencias por partido.